# Oleg Meleščenko
Oleg Vladimirovič Meleščenko (in russo Олег Владимирович Мелещенко?; Ekibastuz, 14 luglio 1967) è un allenatore di pallacanestro ed ex cestista sovietico, dal 1991 russo.

## Carriera
Con l'Unione Sovietica ha disputato i Campionati mondiali del 1990.

## Palmarès

### Giocatore
- Campionato cecoslovacco: 1

Prievidza: 1992-93
- Campionato slovacco: 2

Prievidza: 1993-94, 1994-95
- Coppa di Russia: 1

Lokomotiv Vody: 2000

### Allenatore
- Campionato slovacco: 1

Inter Bratislava: 2013-14
- Coppa di Slovacchia: 2

Inter Bratislava: 2015
Iskra Svit: 2023